# اتصال سه‌گانه

اتصال سه‌گانه (انگلیسی: Triple junction) نقطه ای است که مرزهای سه صفحه تکتونیکی به هم می‌رسند. در تقاطع سه‌گانه هر یک از سه مرز یکی از سه نوع خواهد بود – یک پشته میانی اقیانوس (R), درازگودال (T) یا گسل ترادیس (F) – و سه‌گانه اتصالات را می‌توان با توجه به انواع حاشیه صفحه ای که در آنها قرار می‌گیرد توصیف کرد (به عنوان مثال Fault-Fault-Trench, Ridge-Ridge-Ridge، یا به اختصار F-F-T, R-R-R).